# Pisticci
Pisticci ist eine italienische Gemeinde in der Provinz Matera in der Region Basilikata.

## Lage und Daten
In Pisticci leben 16.864 Einwohner (Stand am 31. Dezember 2023). Der Ort liegt 68 km südlich von Matera. Die Nachbargemeinden sind Bernalda, Craco, Ferrandina, Montalbano Jonico, Montescaglioso, Pomarico und Scanzano Jonico.
Etwa einen Kilometer entfernt befindet sich der etwa 1000 Jahre alte Wallfahrtsort Madonna del Casale.
Rund fünf Kilometer nördlich von Pisticci, bei dem Ortsteil Pisticci Scalo, befindet sich ein Bahnhof an der Bahnstrecke Battipaglia–Metaponto sowie der Flugplatz Pisticci.

## Geschichte
Die ersten Siedlungen im Gebiet von Pisticci durch Önotrier gehen auf das 10. Jahrhundert v. Chr. zurück. Darauf deuten zahlreiche Nekropolen.
Im Januar 1688 verursachte ein Erdbeben schwere Schäden in Pisticci.
Bereits vor Beginn des Zweiten Weltkriegs bestand in Pisticci eine landwirtschaftliche Kolonie. Nach dem Kriegseintritt Italiens im Juni 1940 errichtete das faschistische Regime in Pisticci ein Internierungslager (campo di concentramento), hauptsächlich für politische Gegner, für Angehörige der slawischen Minderheiten in den Grenzprovinzen Italiens und für Jugoslawen aus den von Italien besetzten und annektierten Gebieten. Die italienischen Antifaschisten hatten oft schon langjährige Haftstrafen abgesessen, als sie nach Pisticci überstellt wurden. Ferner wurden in Pisticci auch Polen und Griechen interniert.
Im Juni 1941 befanden sich 571 Internierte in Pisticci. Im September 1942 waren es schon 997 und im Juli 1943 866. Die Internierten wurden zu landwirtschaftlichen Tätigkeiten herangezogen.
Im September 1943 übernahmen die alliierten Kräfte das Gelände und errichteten darauf ein Flüchtlingslager.

## Wirtschaft
Aus Pisticci kommt der in ganz Italien und auch im Ausland verbreitete Kräuterlikör Amaro Lucano.

## Sehenswürdigkeiten

### Kirchen

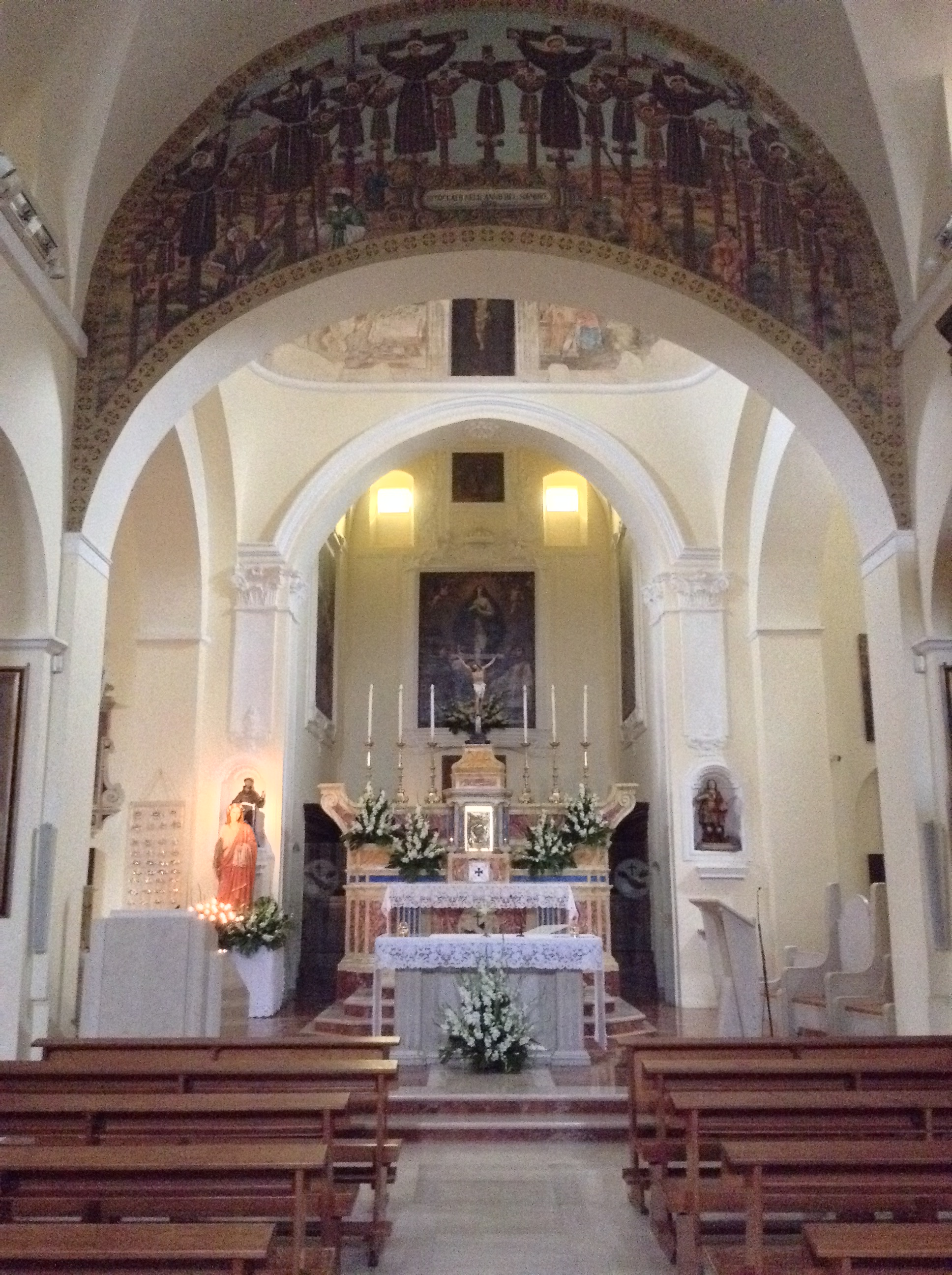
Chiesa San Antonio del Convento di Santa Maria delle Grazie

- Chiesa del Cristo Re in Piazza Cristo Re
- Chiesa della Madonna delle Grazie in Via Madonna delle Grazie
- Chiesa dell’Immacolata Concezione in Via Concezione
- Chiesa di San Rocco in Corso Margherita
- Chiesa di Sant'Antonio da Padova in Piazza Umberto I
- Chiesa Madre di San Pietro e Paolo in Piazza 11 febbraio
- Chiesa della Madonna di Viggiano in Via Duca d’Aosta
- Chiesa di Sant'Antonio Abate in Corso Margherita di Savoia
- Abbazia di Santa Maria la Sanità del Casale in Strada Provinciale Pisticci – San Basilio

### Monumente
- Reste eines normannischen Schlosses in Piazza Castello
- Torre dell’Orologio in Piazza Plebiscito
- Torre dell’Orologio in Piazza Umberto I